# 脱衣扑克
脱衣扑克是一种聚会游戏，与传统的撲克玩法類似，但差別在於，当玩家輸了一個回合後，該玩家必须脱掉衣服。任何形式的扑克都可以當脫衣撲克玩。然而，它的玩法通常很簡單，賭錢回合也很少。脱衣扑克可以通过脱衣服来緩和社會气氛，同时營造有趣的氛圍。雖然有时候人們會在前戲中玩脫衣撲克，但它本身不被視為性互動。

## 规则
脱衣扑克的规则是灵活的，最終目的是为了在一群相互同意的成年人中營造有趣的氣氛。
每個回合開始時，每個玩家都必須脫掉一件衣服，作為賭注。如果玩家是一對情侶，他們發牌前，賭注總額應該有四個鞋子。開始時，一件衣服會被脫掉，在遊戲餘下部分中不能再穿上。贏家則會從賭注中獲得三件衣服。